# Guillaume Benjamin-Amand Duchenne
Guillaume-Benjamin-Amand Duchenne detto de Boulogne (Boulogne-sur-Mer, 17 settembre 1806 – Parigi, 15 settembre 1875) è stato un neurologo francese che riprese le ricerche di Galvani e fece avanzare in modo sostanziale la scienza dell'elettrofisiologia muscolare.
L'era della neurologia moderna progredì grazie alle scoperte di Duchenne riguardo alla conducibilità dei neurotrasmettitori, l'effetto di lesioni di queste strutture e l'introduzione della biopsia muscolare. Egli fu il primo a praticare la biopsia muscolare, la raccolta di un campione di tessuto vivo con una invenzione che lui chiamò "l'emporte-pièce" (l'arpione di Duchenne). Il suo libro, Mécanisme de la physionomie humaine fu il primo testo di neurofisiologia sull'emozione e stabilì un punto di riferimento nella storia della fotografia in ambito medico. Comunque, il contributo più grande riguardò le miopatie che adesso portano il suo nome: distrofia di Duchenne, atrofia muscolare spinale di Duchenne-Aran e la paralisi di Duchenne-Erb.
I contemporanei di Duchenne aggiunsero "de Boulogne" al suo nome per evitare di confonderlo con il nome assonante di Edouard Adolphe Duchesne (1804-1869), un famoso medico.

## Biografia

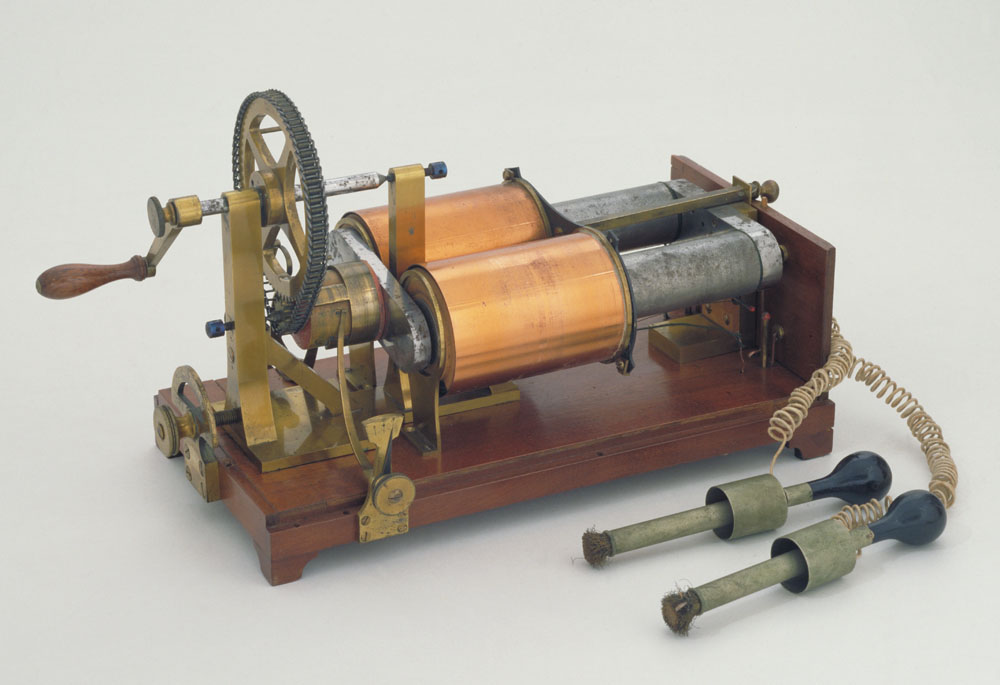
Macchina magnetoelettrica di Duchenne (e prodotta dalla Deleuil), al Museo Galileo di Firenze

Guillaume-Benjamin Duchenne nacque in una famiglia di pescatori a Boulogne-sur-Mer il 17 settembre 1806. Duchenne andò in un liceo locale a Douai, dove si diplomò all'età di 19 anni. Dal 1827, all'età di 21 anni, studiò medicina sotto l'insegnamento di professori come René-Théophile-Hyacinthe Laënnec (1781-1826), il barone Guillaume Dupuytren (1777-1835), François Magendie (1783-1855), e Léon Cruveilhier (1791-1874). Si laureò in medicina a Parigi nel 1831 e presentò la sua Thèse de Médecine, una monografia sulle ustioni, prima di ritornare alla nativa Boulogne dove iniziò il praticantato. Duchenne si sposò nel 1831, ma sua moglie morì di febbre puerperale durante una gravidanza due anni dopo. La matrigna di Duchenne fece circolare voce che la morte di sua moglie fu causata dal fatto che egli solo era presente al parto, e dopo ciò gli fu tolto il figlio dalla famiglia della moglie, il quale si riunì al padre solo quando egli stava per morire.
Durante il 1835, Duchenne iniziò la sperimentazione dell'elettropuntura terapeutica (una tecnica recentemente inventata da Magendie e Jean-Baptiste Sarlandière che prevede la somministrazione di una scossa elettrica sotto pelle con degli elettrodi affilati per stimolare i muscoli). Dopo un breve e infelice secondo matrimonio, Duchenne ritornò a Parigi nel 1842 per continuare le sue ricerche mediche. Lí egli sviluppò una tecnica non invasiva di stimolazione muscolare che sfruttava una scossa faradica sulla superficie della pelle che fu chiamata "electrisation localisee". Egli spiegò queste teorie nella sua opera De l'Électrisation Localisée et de son Application à la Physiologie, à la Pathologie et à la Thérapeutique, pubblicata per la prima volta nel 1855. Un supplemento illustrato alla seconda edizione, Album de Photographies Pathologiques, fu pubblicato nel 1862. Alcuni mesi dopo la prima edizione di questo libro molto discusso fu pubblicato Mecanisme de la Physiologie Humaine. Ma fu con la sua ulteriore pubblicazione Physiologie des mouvements démontrée à l'aide de l'expérimentation électrique et de l'observation clinique, et applicable à l'étude des paralysies et des déformation risultato di oltre venti anni di studio, che consegnò il suo importante contributo alla scienza medica.
Nonostante le sue procedure non ortodosse e le frequenti relazioni scomode con gli elementi più anziani dello staff con cui lavorava, le sue ricerche esatte e inflessibili presto gli portarono una fama internazionale come un neurologo all'avanguardia nel suo campo. Inoltre egli fu considerato come uno degli sviluppatori dell'elettrofisiologia ed elettroterapia. Attraverso l'elettricità egli scoprì anche la differenza tra sorrisi simulati e i sorrisi dalla genuina felicità che utilizzano i muscoli involontari della bocca (muscolo zigomatico maggiore) e quelli degli occhi (muscoli orbicolari). Questi sorrisi "genuini" sono conosciuti come sorrisi Duchenne in suo onore. È a lui attribuita la scoperta della distrofia di Duchenne. Duchenne morì di emorragia nel 1875, dopo diversi anni di malattia.

## Opere
- Essai sur la brûlure (1833)
- De l'Électrisation localisée et de son application à la physiologie, à la pathologie et à la thérapeutique (1855)
- Mécanisme de la physionomie humaine, ou Analyse électro-physiologique de l'expression des passions applicable à la pratique des arts plastiques (1862)
- Physiologie des mouvements démontrée à l'aide de l'expérimentation électrique et de l'observation clinique, et applicable à l'étude des paralysies et des déformations (1867)